# Valencia (Coristanco)
Valencia (llamada oficialmente San Pedro de Valenza) es una parroquia y una aldea española del municipio de Coristanco, en la provincia de La Coruña, Galicia.

## Otras denominaciones
La parroquia también es conocida por el nombre de San Pedro de Valencia.

## Entidades de población
Entidades de población que forman parte de la parroquia:
- Bustelo
- Castrobó
- Lestón
- Portoquintáns
- Ramallón (O Ramallón)
- Ribela (A Ribela)
- Serra (A Serra)
- Valencia (Valenza)
- A Costa

## Demografía

### Parroquia
| Gráfica de evolución demográfica de Valencia (parroquia) entre 2000 y 2019 |
|                                                                            |
| Datos según el nomenclátor publicado por el INE.                           |

### Aldea
| Gráfica de evolución demográfica de Valencia (aldea) entre 2000 y 2019 |
|                                                                        |
| Datos según el nomenclátor publicado por el INE.                       |